# Endorama
Endorama — девятый студийный альбом немецкой трэш-метал-группы Kreator, записанный на Drakkar Records. Был выпущен в апреле 1999 года.

## Об альбоме
Endorama продолжает линию предыдущего альбома Outcast. Считается пиком экспериментального звучания команды. Музыка была облегчена ещё больше, трэшевых элементов практически не стало, активно использовались клавишные, электроника. Милле Петроцца почти отказался от скриминга, запев «чистым» вокалом, для этого во время записи он брал уроки пения.

### УчастиеТило Вольффа
В одном из интервью 2005 года Вольфф рассказал, что его участие на этом альбоме было целиком идеей Милле Петроцца. По словам Вольффа, Петроцца «любит готическую музыку» и весьма положительно относится к основному проекту Вольффа — Lacrimosa, поэтому для участия в столь экспериментальном для Kreator альбоме Петроцца решил привлечь к записи «человека непосредственно из среды готов». Петроцца позвонил Вольффу и предложил ему принять участие в записи нового альбома, в ответ на что Вольфф «согласился с радостью».

## Список композиций
Все тексты написаны Милле Петроцца.
| №                   | Название                                                                                  | Музыка                   | Длительность |
| ------------------- | ----------------------------------------------------------------------------------------- | ------------------------ | ------------ |
| 1.                  | «Golden Age»                                                                              | Петроцца, Томас Веттерли | 4:52         |
| 2.                  | «Endorama» (При участии Тило Вольффа)                                                     | Петроцца, Веттерли       | 3:20         |
| 3.                  | «Shadowland»                                                                              | Петроцца, Веттерли       | 4:27         |
| 4.                  | «Chosen Few»                                                                              | Петроцца, Веттерли       | 4:30         |
| 5.                  | «Everlasting Flame»                                                                       | Петроцца, Веттерли       | 5:23         |
| 6.                  | «Passage to Babylon»                                                                      | Петроцца                 | 4:24         |
| 7.                  | «Future King»                                                                             | Петроцца, Веттерли       | 4:44         |
| 8.                  | «Entry»                                                                                   | Петроцца                 | 1:05         |
| 9.                  | «Soul Eraser»                                                                             | Петроцца                 | 4:30         |
| 10.                 | «Willing Spirit»                                                                          | Петроцца, Веттерли       | 4:36         |
| 11.                 | «Pandemonium»                                                                             | Петроцца                 | 4:10         |
| 12.                 | «Tyranny»                                                                                 | Петроцца                 | 3:59         |
| 13.                 | «Children of a Lesser God» (бонус-трек в японском издании и версиях ограниченного тиража) | Петроцца                 | 3:36         |
| Общая длительность: | Общая длительность:                                                                       | Общая длительность:      | 50:05        |

## В записи участвовали
- Милле Петроцца — гитара, вокал
- Томас Веттерли — гитара
- Кристиан Гиcлер — бас-гитара
- Юрген Райль — ударные
- Тило Вольфф — гостевой вокал, клавишные аранжировки

## Позиции в хит-парадах
| Чарт (1999)        | Место |
| ------------------ | ----- |
| German Album Chart | 68    |